# Mariane Simon-Ekane
 (juillet 2025).
Mariane Simon-Ekane est une femme politique camerounaise, enseignante de formation et membre fondatrice du Mouvement Africain pour la Nouvelle Indépendance et la Démocratie (MANIDEM). 
Elle s’est fait connaître pour sa participation à la vie politique nationale, notamment par sa candidature à l’élection présidentielle camerounaise de 2011.

## Biographie

### Enfance, éducation et débuts
Mariane Simon-Ekane s’engage très tôt en politique et milite dans des mouvements de gauche opposés au régime de Paul Biya. 

### Carrière
Enseignante de profession, elle participe à la fondation du MANIDEM, parti politique créé en 1995 et prônant une nouvelle indépendance du Cameroun ainsi qu’une gouvernance démocratique et populaire.
En 2011, elle est investie comme candidate du MANIDEM à l’élection présidentielle, devenant l’une des rares femmes à briguer la magistrature suprême au Cameroun. Elle fait campagne pour la souveraineté nationale, la justice sociale, la lutte contre la corruption et la défense des droits des femmes et des minorités.
Elle continue à défendre, dans l’espace public camerounais, la nécessité d’une transformation profonde du système politique, social et économique du pays,.